# Bosque Redondo

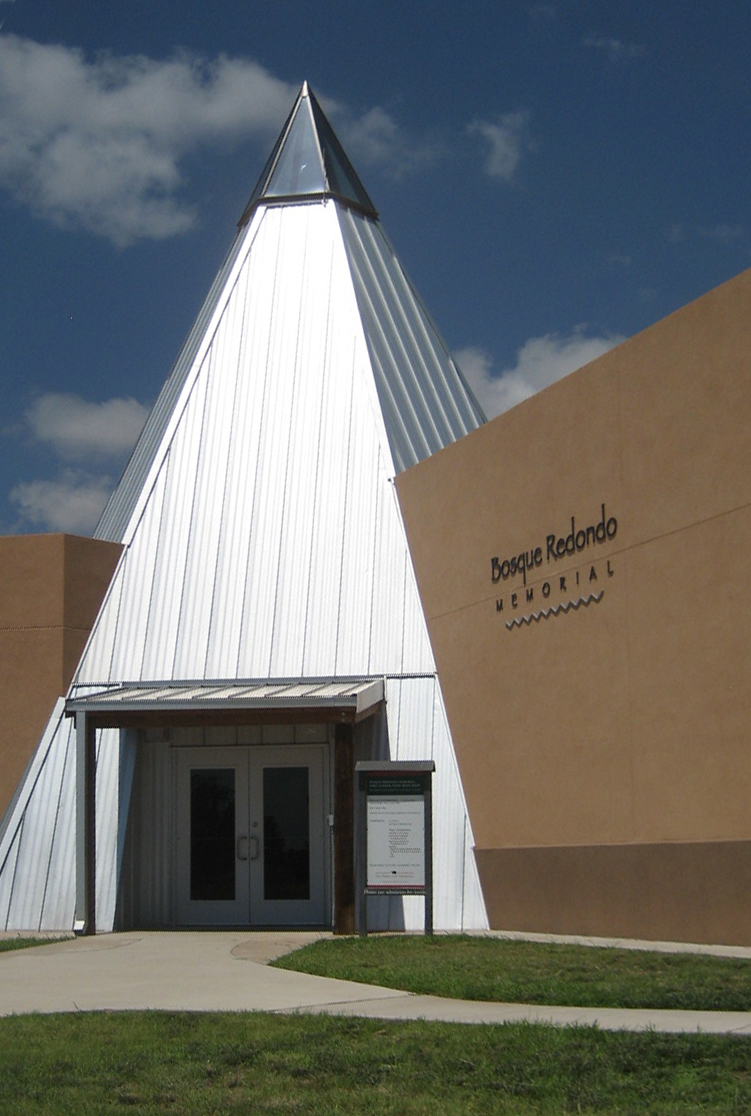
Bosque Redondo Memorial a Fort Sumner

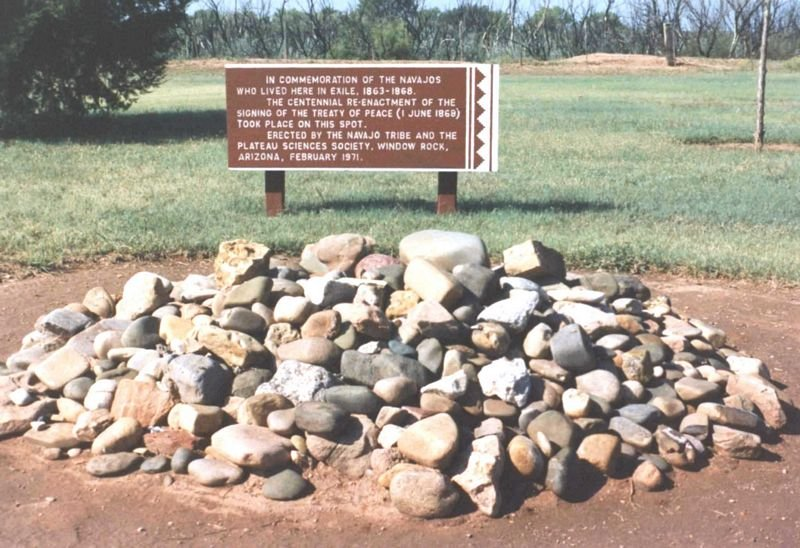
Santuario eretto dai Navajo presso il Bosque Redondo Memorial di Fort Sumner in commemorazione del centenario della firma del trattato di pace del 1869

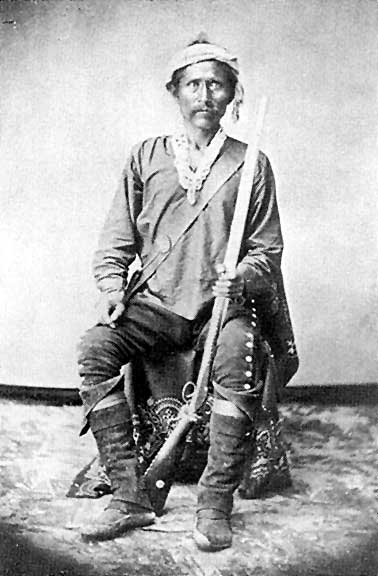
Capo navajo Barboncito

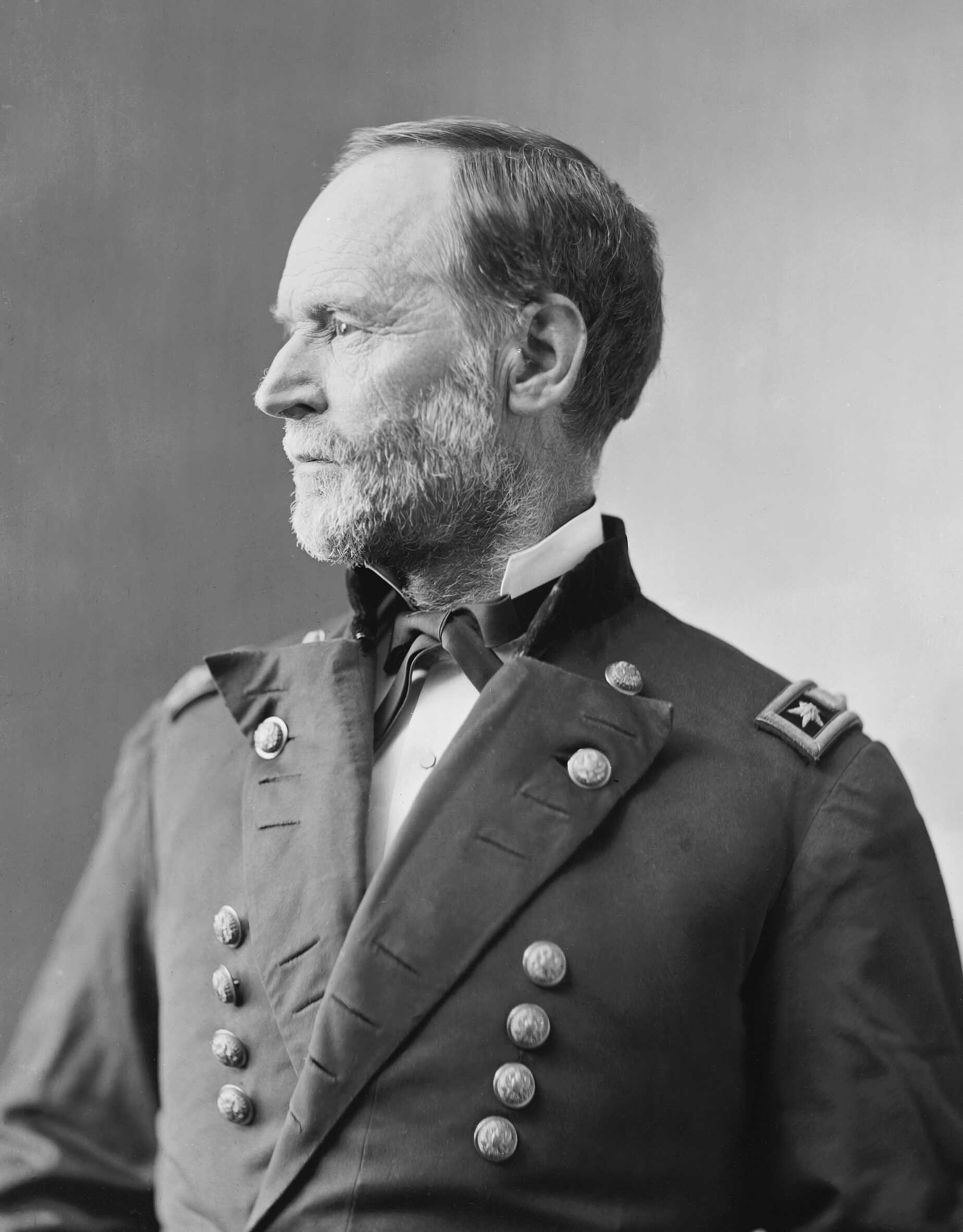
Generale William Tecumseh Sherman

Bosque Redondo (in lingua navajo: Hwéeldi) è una località che si trova nello stato federale del Nuovo Messico negli Stati Uniti. Il luogo è tristemente famoso in quanto nel periodo 1863-1868 fu adibito a riserva indiana e vi furono confinati oltre 8.500 Navajo e circa 500 Mescalero. La riserva si trovava lungo il fiume Pecos, nella attuale Contea di De Baca, a sud-est della attuale cittadina di Fort Sumner.

## Storia
Bosque Redondo in lingua spagnola significa foresta rotonda. Il luogo infatti deve il suo nome agli spagnoli Coronado ed Espejo che rispettivamente nel 1541 e 1583 vi passarono nei loro viaggi di esplorazione e conquista del Nuovo Messico. Nel 1851 vi fu stabilito un trading post per favorire gli scambi commerciali con Apache e Comanche.
Nel 1862 il generale James Henry Carleton, comandante del Dipartimento del Nuovo Messico, propose la creazione di una riserva indiana in un'area di circa 100 km² nella zona di Bosque Redondo.
L'obiettivo dichiarato della riserva era quello di trasferirvi gli indiani Navajo e Mescaleros per realizzare una comunità autosufficiente attraverso lo sviluppo di nuove tecniche agricole. In realtà il vero obiettivo di Carleton era quello di togliere di mezzo gli indiani per procedere senza intoppi allo sfruttamento delle risorse minerarie, in particolare le miniere d'oro e d'argento, che egli si aspettava di trovare in entrambi i territori Apache e Navajo e che riteneva fossero la principale risorsa per lo sviluppo economico del Nuovo Messico.
Il piano ottenne l'approvazione del governatore del Nuovo Messico, Henry Connelly, e dell'Agente indiano James L. Collins che lo appoggiarono entusiasticamente. Tuttavia non tutti a Washington la pensavano allo stesso modo e fu nominata una commissione di ufficiali dell'esercito con il compito di ispezionare Bosque Redondo e riferire la situazione. La commissione in effetti evidenziò una serie di problemi, fra cui la distanza del luogo da tutti i depositi dei fornitori di materiali e foraggio, l'acqua del Pecos che conteneva minerali malsani, ed il fatto che la vallata era soggetta a frequenti inondazioni durante il periodo primaverile; consigliò quindi un altro sito per la riserva. Carleton era però molto caparbio e sapeva come muoversi: propose quindi la costruzione di un forte militare presso Bosque Redondo con il compito di proteggere i coloni della valle del Pecos e fare da punto di riferimento per il deposito dei materiali, proponendo inoltre di intitolarlo al suo vecchio comandante, il generale Edwin Vose Sumner, ed il 31 ottobre 1862 ottenne dal Congresso l'autorizzazione per il suo piano.
Carleton non perse tempo e diede ordine al colonnello Kit Carson di condurre prima i Mescalero e poi i Navajo con ogni mezzo a Bosque Redondo. Carson alla testa di gruppi di volontari della California e del Nuovo Messico si indirizzò verso i Mescalero, mentre una truppa di regolari fu inviata contro gli Apache Gila. Carson in poco tempo ebbe ragione dei Mescalero e ne catturò alcune centinaia che nel marzo del 1863 furono imprigionati a Fort Sumner, mentre il resto della tribù, circa 100 uomini, fuggì verso il Messico. Viceversa il confinamento dei Navajo si rivelò un'operazione più lunga e complicata del previsto.
Nell'aprile del 1863 una delegazione di capi Navajo, fra cui Delgadito e Barboncito, ma non Manuelito, andarono a Fort Wingate per incontrare Carleton. L'incontro non ebbe successo, in quanto Carleton dichiarò di non credere alle promesse di pace dei Navajo e questi non erano disponibili a lasciare le loro terre natie per andare a Bosque Redondo dove avrebbero dovuto forzatamente coabitare con i Mescalero che loro consideravano nemici. Carleton diede quindi ai Navajo un ultimatum di arrendersi entro il 20 luglio 1863.
In realtà solo pochi gruppi si arresero, mentre la gran parte si rifiutò sfuggendo alla cattura. Di fronte ai Navajo che fuggivano all'arrivo delle truppe nascondendosi nell'interno del loro territorio e che si rifiutavano di combattere in campo aperto, Carson adottò una tattica da terra bruciata, distruggendo i villaggi ed i raccolti e requisendo o uccidendo il bestiame che i Navajo in fuga erano costretti a lasciare incustodito. Nonostante tutto ciò, alla fine dell'estate del 1863, solo poche centinaia di Navajo erano stati catturati. Il colpo di grazia alla resistenza Navajo venne inferto nel gennaio del 1864, quando le truppe di Carson si diressero verso il cuore del territorio Navajo, nel Canyon de Chelly, ove distrussero i raccolti e le scorte, un frutteto con alcune migliaia di piante di pesche, orgoglio dei Navajo, requisirono ed uccisero il bestiame e distrussero il villaggio. Questa operazione e l'arrivo dell'inverno prostrarono fisicamente e moralmente i Navajo che cominciarono ad arrendersi.
I Navajo vennero raccolti a Fort Canby ed a Fort Wingate e a partire dal marzo del 1864 vennero condotti forzatamente a Bosque Redondo affrontando un viaggio di circa 500 km in quella che viene ricordata come la Lunga marcia dei Navajo.
Tra la primavera del 1864 e quella dell'anno successivo circa 8.500 Navajo vennero condotti a Bosque Redondo andando a raggiungere i Mescalero già presenti e portando la popolazione complessiva della riserva a circa 9.000 persone.
La situazione nella riserva si rivelò critica fin dall'inizio. In primo luogo Mescalero e Navajo si vedevano reciprocamente come nemici, non parlavano la stessa lingua, e nella già difficile situazione spesso fra loro nascevano dei veri e propri conflitti. Inoltre c'era scarsità di cibo in quanto l'esercito aveva stimato una popolazione di circa 5000 persone mentre erano quasi il doppio. Altro elemento di criticità si rivelò l'acqua del Pecos che era estremamente alcalina e quindi causava disturbi intestinali. Infine anche la legna da ardere era insufficiente in quanto gli unici alberi nel raggio di molte miglia erano i pioppi che crescevano lungo il Pecos, ma non erano abbastanza e vennero consumati rapidamente.
Anche sul fronte dell'agricoltura, che nei piani di Carleton serviva per far diventare i Navajo dei pacifici e sedentari contadini, ci furono grosse delusioni. In primo luogo il terreno coltivabile all'interno della riserva era insufficiente a sostenere la popolazione residente. Secondo una prima valutazione il terreno coltivabile era stato stimato in circa 4.000 acri (1.600 ettari), poi aumentati a 6.000 acri (2.400 ettari). Tuttavia inizialmente sembrava che il piano stesse funzionando. Infatti nell'estate del 1864 i Navajo erano riusciti a seminare a mais e grano circa 3000 acri. Purtroppo il mais fu attaccato dalle larve di un lepidottero (Agrotis segetum) che ne compromise il raccolto, mentre il grano fu distrutto dalle tempeste. Fu quindi necessario razionare le riserve per scongiurare una possibile carestia. Gli anni successivi non furono molto migliori: nel 1865 nonostante un aumento della terra seminata il raccolto fu scarso in quanto le larve attaccarono nuovamente il mais, nel 1866 e 1867 i raccolti furono ugualmente scarsi per la siccità e tempeste di grandine.
Nel frattempo chi poteva scappava. Nel novembre del 1865 tutti i Mescalero abbastanza in forze per poter viaggiare fuggirono dalla riserva e si rifugiarono sui Monti Sacramento a sud di Bosque Redondo. Anche alcuni Navajo riuscirono a fuggire: secondo stime circa 900 abbandonarono la riserva entro aprile del 1865 ed altri continuarono a farlo anche dopo, nonostante Carleton avesse emanato una direttiva ad agosto in cui si stabiliva che ogni indiano trovato fuori dalla riserva senza autorizzazione doveva essere ucciso.
La situazione critica della riserva cominciò a destare preoccupazione fino a Washington anche a causa dei costi per il mantenimento degli indiani che il fallimento del piano di autosufficienza agraria rendeva necessari e che ammontavano a circa 62.000 $ al mese.
Carleton e le sue teorie vennero aspramente criticati sia dell'Ufficio per gli Affari indiani che dalle autorità locali del Nuovo Messico e nel dicembre del 1865 venne inviato dal Dipartimento degli Interni Julius K. Graves con il compito di investigare sulla situazione a Bosque Redondo.
Nel dicembre 1866 l'amministrazione di Bosque Redondo passò dall'esercito all'Ufficio per gli Affari Indiani. Nel mese di aprile 1867 il generale Carleton lasciò il suo comando e venne sostituito dal generale George W. Getty.
Sotto la spinta delle autorità del Nuovo Messico, preoccupate dai costi del mantenimento dei Navajo, il commissario agli affari indiani Nathaniel Green Taylor scrisse al segretario degli Interni 0. H. Browning, segnalando che lo stanziamento del Congresso per i Navajo era esaurito ed i Navajo stavano diventando inquieti. Il Dipartimento degli Interni da un lato era desideroso di liberarsi della riserva di Bosque Redondo, dall'altro temeva che Dipartimento della Guerra avrebbe potuto fare ostruzione. Fortunatamente il Congresso venne loro in aiuto in quanto, il 20 luglio 1867, istituì una Commissione per stipulare dei trattati di pace con tutte le tribù ostili che si trovavano ad ovest del fiume Mississippi.
La Commissione, presieduta da N. G. Taylor, lavorò intensamente per oltre 6 mesi incontrando tutti i capi delle tribù indiane ostili, e presentò il proprio rapporto al Presidente degli Stati Uniti il 7 gennaio 1868. Per quanto riguardava i Navajo, la commissione chiese il permesso di fare un trattato allo scopo di definire il loro allontanamento da Bosque Redondo. Il 10 marzo 1868, un membro della Commissione di Pace, il senatore John B. Henderson, propose un disegno di legge per autorizzare la Commissione a concludere un trattato con i Navajos, che prevedesse il trasferimento nei loro antichi territori o nel cosiddetto Territorio indiano.
Il 9 maggio 1868 la Commissione invio a Fort Sumner due suoi membri, il Generale William T. Sherman e il Colonnello Samuel F. Tappan, con l'obiettivo di stipulare un trattato con i Navajo e concordare il territorio della loro nuova riserva. In quel momento la situazione alla riserva era molto tesa, il raccolto dell'anno precedente era stato un fallimento e quindi i Navajo, che non avevano mai avuto un raccolto soddisfacente, nel 1868 si rifiutarono di seminare. In aprile una delegazione di capi Navajo era andata a Washington ed aveva parlato con il presidente Johnson che li aveva rassicurati che presto sarebbe stata trovata una soluzione di comune soddisfazione. Al loro ritorno fu fatta circolare la voce che se i Navajo non fossero tornati alla loro terra ancestrale (Dinetah) l'intera tribù sarebbe scappata da Bosque Redondo.
I Commissari arrivarono a Fort Sumner il 27 maggio 1868, accompagnati da una piccola scorta militare tra cui il generale George Getty, comandante del distretto militare del New Mexico, che aveva sostituito Carleton un anno prima. Il consiglio con i Navajo ebbe inizio il 28 maggio; vi parteciparono i due commissari più il generale Getty e il generale Roberts, per i Navajo sedeva al tavolo Barboncito con sei leader. Erano presenti due interpreti in quanto non fu possibile trovare nessuno che potesse tradurre da navajo a inglese: quindi era presente un messicano che traduceva in spagnolo ed uno dallo spagnolo all'inglese.
I colloqui durarono tre giorni e si svolsero principalmente fra Sherman e Barboncito. Il generale propose ai Navajo di trasferirsi in una riserva posta in Oklahoma nel Territorio indiano, ma Barboncito si oppose decisamente. L'insistenza Navajo per tornare nei loro territori ancestrali e l'azione di Tappan convinsero Sherman ad accordare ai Navajos una riserva nel loro vecchio territorio fra il Rio Grande ed il Little Colorado. Il secondo giorno fu dedicato a definire i confini ed i limiti della riserva ed il terzo giorno a rivedere e discutere il trattato preparato. Il quarto giorno, 1º giugno 1868, il trattato venne firmato da entrambe le parti.
Sherman lasciò istruzioni dettagliate al generale Getty affinché la partenza dei Navajos verso la loro nuova riserva avvenisse il più rapidamente possibile in modo che potessero procedere con la semina prima della conclusione della stagione.
Il 18 giugno 1868 una colonna composta da circa 7.300 uomini, 1.500 cavalli e muli, 2.000 ovini, insieme con 50 carri dell'esercito e una scorta di cavalleria, mosse da Bosque Redondo per far ritorno nei territori Navajo del Nuovo Messico e Arizona. I primi Navajo arrivarono nella zona di Fort Defiance alla fine di luglio 1868.
Dopo la partenza dei Navajo, anche Fort Sumner, che era stato costruito apposta per sorvegliare Bosque Redondo, fu abbandonato.
Nel 1968 Fort Sumner è stato dichiarato monumento nazionale dello stato del Nuovo Messico. Il 4 giugno 2005 è stato inaugurato un nuovo museo, progettato dall'architetto Navajo David N. Sloan, che prende il nome di Bosque Redondo Memorial. Il Bosque Redondo Memorial e il Fort Sumner State Monument si trovano a circa 10 km a sud-est della città di For Sumner lungo la Billy The Kid Road.